# Broom-79
Broom-79 of 79Br is een stabiele isotoop van broom, een halogeen. Het is een van de twee stabiele isotopen van het element, naast broom-81. De abundantie op Aarde bedraagt 50,69%.
Broom-79 ontstaat onder meer bij het radioactief verval van seleen-79 en krypton-79.
66Br · 67Br · 68Br · 69Br · 70Br · 70mBr · 71Br · 72Br · 72mBr · 73Br · 74Br · 74mBr · 75Br · 76Br · 76mBr · 77Br · 77mBr · 78Br · 78mBr · 79Br · 79mBr · 80Br · 80mBr · 81Br · 81mBr · 82Br · 82mBr · 83Br · 83mBr · 84Br · 84m1Br · 84m2Br · 85Br · 86Br · 87Br · 88Br · 88mBr · 89Br · 90Br · 91Br · 92Br · 93Br · 94Br · 95Br · 96Br · 97Br · 98Br